# Stereoizomery

Izomery aldehydu glicerynowego

Stereoizomery – izomery przestrzenne, związki chemiczne, w których atomy połączone są w tych samych sekwencjach, a różnią się jedynie ułożeniem przestrzennym.
Stereoizomery dzielą się na:
- izomery optyczne (enancjomery, diastereoizomery)
- izomery geometryczne (izomery E-Z, izomery cis-trans, izomery aksjalne-ekwatorialne)
- konformery